# بیانیه
مانیْفِسْت (به انگلیسی: Manifesto) و (به فرانسوی: Manifeste) یا بیانیّه متنی است که یک شخص یا گروه از آن برای بیان اصول، عقاید و اهداف خود خطاب به مردم استفاده می‌کند. اعتبار بیانیه‌ها، با توجه به بیان‌کنندهٔ آن‌ها و مطالب بیان‌شده سنجیده می‌شود، که به دو دستهٔ رسمی و غیررسمی طبقه‌بندی می‌گردد.
به‌ نوشتهٔ فرهنگ عمید، مانیفست یک نوشتار است که در آن، یک گروه یا حزب، نظریه سیاسی، اجتماعی، مذهبی، فلسفی، هنری یا ادبی خود را اعلام می‌کنند.
مانیفست هنری توسط بنیانگذاران یک سبک یا مکتب جدید هنری، خطاب به هنرمندان دیگر و همچنین مردم است. این مانیفست‌ها معمولاً تعیین‌کنندهٔ خط‌مشی‌ها و اصول و عقاید پیشروان یک سبک یا مکتب به‌شمار می‌آیند.

## واژه‌شناسی
واژه «مانیفست» از زبان فرانسوی به ایران و زبان فارسی راه یافته است و یک وام‌واژه از زبان فرانسوی محسوب می‌شود. در انگلیسی به آن «مانیفستُ» (manifesto) می‌گویند که از زبان ایتالیایی گرفته شده‌است که خودش از زبان لاتین و واژهٔ «مانیفستوم» (manifestum) گرفته شده‌بود.

## مانیفست‌های سرشناس
- بیانیهٔ جهانی حقوق بشر
- مانیفست حزب کمونیست
- بیانیهٔ استقلال آمریکا
- بیانیه گام دوم انقلاب
- مانیفست جمهوری‌خواهی
- مانیفست فوتوریسم
- مانیفست انسان‌گرا
- مانیفست ۳۴۳
- بیانیه گنو